# Гричманов, Алексей Петрович
Алексе́й Петро́вич Гричма́нов (февраль 1896, село Гора, Псковская губерния — 25 февраля 1939, Москва) — советский партийный и государственный деятель, председатель правления Госбанка СССР (1937—1938). Депутат Верховного Совета СССР 1 созыва.

## Биография
Родился в семье мелкого торговца. Учился в церковно-приходской школе; с марта 1909 работал в помещичьем имении в селе Финьково.
С сентября 1911 года работал на химическом заводе «Бергер и Вирт» (нем. Berger & Wirth) в Петербурге, грузчиком на Варшавском вокзале. В марте 1915 года призван в армию, в июне окончил курсы шофёров в Петрограде. С июля 1915 года служил шофёром в частях Северного и Румынского фронтов; вёл революционную пропаганду, избирался членом солдатских комитетов, делегатом армейского съезда.
В ноябре 1917 года вступил в РСДРП(б). В 1917—1918 годы — шофёр в отряде Красной гвардии на Южном фронте, участвовал в установлении советской власти в Одессе и Севастополе.
С июня 1918 года служил в Красной армии: комиссар Оренбургского укрепрайона, начальник политотдела 23-й бригады на Восточном фронте (1918—1920); с декабря 1920 — начальник политотдела 27-й Омской стрелковой дивизии, военком армейской группы низовьев Волги (был также членом коллегии губернской Чрезвычайной комиссии по борьбе с контрреволюцией и саботажем в Оренбурге); в 1922—1924 — начальник агитационно-пропагандистского отдела Политуправления Западного фронта, комиссар 4-го и 5-го стрелковых корпусов Западного фронта.
С декабря 1924 года — заместитель начальника организаторского отдела Политуправления РККА. С сентября 1925 года учился на Курсах марксизма при Коммунистической Академии при ЦИК СССР, по окончании которых по апрель 1928 года — начальник орграспредотдела и одновременно помощник начальника Политуправления РККА. С апреля 1928 года — начальник политуправления Уральского военного округа, в 1928—1929 — заместитель начальника Политуправления Приволжского военного округа.
С 1929 года работал в аппарате ЦК ВКП(б); в январе 1929 — декабре 1930 года возглавлял группу ликвидации округов ЦКК-РКИ, был председателем комиссии по ликвидации восстания в Каракалпакии. С 1931 — заместитель заведующего Отделом административно-хозяйственных и профсоюзных кадров ЦК. С февраля 1932 по июль 1933 года — 2-й секретарь Дальневосточного крайкома ВКП(б), затем — начальник политического сектора МТС и заместитель заведующего Средневолжского краевого земельного управления. Был избран:
- делегатом XVII конференции ВКП(б) (1932, с совещательным голосом)[6];
- делегатом XI (1922)[7], XII (1923)[8], XV (1925, с совещательным голосом)[9] и XVI (1930, с совещательным голосом)[10] партийных съездов.

26 января—10 февраля 1934 года делегат XVII съезда ВКП(б) с решающим голосом.
С марта 1935 года — заместитель заведующего сельскохозяйственным, с июля — промышленным отделом ЦК ВКП(б). Входил в состав редакционной комиссии по подготовке текстов Конституций РСФСР и СССР.
С 17 февраля 1936 по 2 сентября 1937 года — председатель Ленинградского облисполкома.
С августа 1937 по январь 1938 года — 1-й заместитель наркома финансов СССР, одновременно (с 13.9.1937) — председатель правления Госбанка СССР. Первым из председателей правления был введён в состав СНК СССР в ранге наркома.
Был избран:
- делегатом Чрезвычайного VIII Съезда Советов СССР (1936)[4];
- 12.12.1937 — депутатом (от Курской области) Совета Союза Верховного Совета СССР 1-го созыва[13];

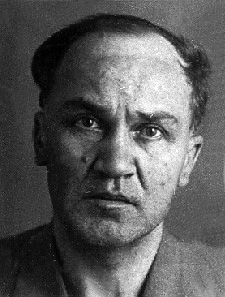
А. П. Гричманов, фото из материалов уголовного дела (1938)

16 июля 1938 арестован. 25 февраля 1939 года Военной коллегией Верховного суда СССР по обвинению в «участии в контрреволюционной террористической организации» приговорён к расстрелу. Расстрелян в тот же день; похоронен на Донском кладбище (могила № 1).
Реабилитирован 20 октября 1956 года определением Военной коллегии Верховного суда СССР.

## Избранные труды
- Взять 13.800.000 кбм леса в 1932-33 году! : 1. Речь секретаря ДКК ВКП(б) т. Гричманова на Лесном совещании 3 окт. 1932 г. 2. Постановление ДКК ВКП(б) и Далькрайисполкома об осенне-зимних лесозаготовках. — Хабаровск : Дальгиз, 1932. — 56+7 с.
- Гричманов А. П. За решающие успехи : Доклад секретаря Далькрайкома ВКП(б) на 1 краев. партконф-ции погранохраны и войск ОГПУ ДВК. — [Хабаровск] : Дальгиз, 1932. — 56 с.
- Гричманов А. П. За успешное разрешение хозяйственно-политических задач Края : Доклад на Собрании Владивост. партактива 17 апр. 1932 г. — [Хабаровск] : Дальгиз, 1932. — 32 с.
- Гричманов А. П. К перестройке госаппарата (Некоторые итоги районирования и его завершение) // Советское государство и революция права. — 1930. — № 8-9.
- Гричманов А. П. О самокритике и активизации партийной организации Красной армии / Полит. упр. Укр. воен. округа. — Харьков : [Полит. упр. Укр. воен. округа], 1928. — 28 с.
- Гричманов А. П. Права области и взаимоотношения с республикой и Союзом // Советское государство и революция права. — 1930. — № 10.
- Гричманов А. П. [Предисловие] // Выров С. Н. Агротехника озимых и яровых культур в Средне-Волжском крае. — М. ; Самара : Ср.-Волж. краев. изд-во, 1934. — 110+2 с.
- Гричманов А. П. Укрепляя район — усилим сельсовет // Советское государство и революция права. — 1930. — № 10.
- Гричманов А. П., Никулин А. Задачи политотделов Средней Волги : Вывести Самаро-Златоустовскую на уровень передовых дорог Союза : Выступления на IV крайпартконф-ции. — Самара : Партиздат. Ср.-Волж. краев. отд-ние, 1934. — 28+2 с.
- Кооперация и оборона СССР / Под ред. А. П. Гричманова, С. П. Аггеева и Ф. Н. Ницуляка. — М.: Центросоюз, 1928. — 87 с.

## Адреса
Москва, ул. Серафимовича, д. 2, кв. 412.

## Комментарии
1. ↑  В источниках встречается имя Алекса́ндр[1].
2. ↑  Ныне — в Бежаницком районе, Псковская область, Россия.
3. ↑  По другим данным, в мае — декабре 1928 года был членом РВС и временно исполняющим обязанности начальника политуправления Харьковского военного округа[1].
4. ↑  По другим данным — организационно-распределительным отделом[1].